# Stoke St Michael
Stoke St Michael är en ort och civil parish i Storbritannien.   Den ligger i grevskapet Somerset och riksdelen England, i den södra delen av landet, 170 km väster om huvudstaden London. Stoke St Michael ligger 200 meter över havet och antalet invånare är 926.
Terrängen runt Stoke St Michael är platt åt nordost, men åt sydväst är den kuperad. Runt Stoke St Michael är det ganska tätbefolkat, med 149 invånare per kvadratkilometer. Trakten runt Stoke St Michael består i huvudsak av gräsmarker.